# تیماشپه
تیماشپه (به آلمانی: Timmaspe) یک شهر در آلمان است که در رندسبورگ-اکرنفورده واقع شده‌است. تیماشپه ۱٬۱۲۱ نفر جمعیت دارد.